# Cubot
Cubot est une marque de smartphones Android fabriqués en République populaire de Chine, par la société Shenzhen Huafurui technology Co basée à Shenzhen. Elle vend ses produits principalement sur le marché du téléphone chinois qui est devenu le plus grand au monde depuis 2012 avec des taux de croissance qui dépassent 10 %. Ses concurrents sont des marques plus connues telles que Xiaomi le leader en Chine, Huawei, Apple, ZTE, Lenovo, Oppo et Meizu.
Cubot se focalise sur le matériel d'entrée de gamme de qualité.

## Séries de smartphones
Les téléphones Cubot utilisent les SOC MediaTek (moins coûteux que Qualcomm Snapdragon).
Ils sont fournis sans interface graphique supplémentaire ("surcouche",) de celle d'Android, ni logiciels bloatwares (ex: jeux préinstallés).

### C, R, P
Entrée de gamme.

### KingKong, Quest
Smartphone antichocs (dits "durcis", "rugged phones" en anglais).

### Note
Grand écran.

### Power (auparavant H)
Batterie de grande capacité.
Ex: H1 (2015), H3 (2017), Power (2018).

### J, R, Rainbow, GT
Entrée de gamme segment premier prix.

Ex: GT99 (2013), Rainbow (2016), Smartwatch R8 (2015), R15 (2019).

### P
Juste en dessous de la série X, capacités similaires mais sans fioritures esthétiques.

### S
Ex: S108, S168, S208, S222, S308 (2014), S500 (2016).

### X
Milieu de gamme (en comparaison du marché), cela dit il s'agit des modèles les plus performants et coûteux de Cubot.

Ex: X6, X9, X10, X11, X12, X15 (2015), X16, X17, X18, X18, X19, X20 (2019), X30 (2020).

### Autres modèles
- Cheetah Phone (2016) : Cubot et Cheetah Mobile ont lancé le CheetahPhone[14], la version Android 6.0 Marshmallow, au MWC à Barcelone, Espagne[15].